# Chrysogaster
Chrysogaster es un género de pequeños sírfidos pertenecientes a la subfamilia Eristalinae. Son oscuros o negros con reflejos coloridos brillantes y con frecuencia se pueden ver en visitando flores en zonas pantanosas húmedas donde viven sus larvas acuáticas. Algunas especies en los géneros relacionados Melanogaster, Orthonevra, Lejogaster y Riponnensia fueron anteriormente tratadas como miembros de Chrysogaster.

## Especies[1]
- Chrysogaster aerosa Loew, 1843
- Chrysogaster africana Hull, 1944[2]
- Chrysogaster aliniensis Mutin, 1999
- Chrysogaster antitheus Walker, 1849
- Chrysogaster apicalis Bezzi, 1920[2]
- Chrysogaster atlasi Kassebeer, 1999
- Chrysogaster basalis Loew, 1857
- Chrysogaster cemiteriorum (Linnaeus, 1758)
- Chrysogaster chalybeata Meigen, 1822
- Chrysogaster curvistylus Vujić & Stuke, 1998
- Chrysogaster inflatifrons Shannon, 1916
- Chrysogaster formosana Shiraki, 1930
- Chrysogaster hirtella Loew, 1843
- Chrysogaster inflatifrons Shannon, 1916
- Chrysogaster jaroslavensis Stackelberg, 1922
- Chrysogaster kirgisorum Stackelberg, 1952
- Chrysogaster laevigata Bezzi, 1915[2]
- Chrysogaster lindbergi Kassebeer, 1999
- Chrysogaster lucida Scopoli, 1763
- Chrysogaster mediterraneus Vujić, 1999
- Chrysogaster ocularia Hervé-Bazin, 1914[2]
- Chrysogaster parumplicata Loew, 1840
- Chrysogaster pilocapita Hull, 1944[2]
- Chrysogaster poecilophthalma Bezzi, 1908[2]
- Chrysogaster poecilops Bezzi, 1915[2]
- Chrysogaster pollinifacies Violovitsh, 1956
- Chrysogaster proserpina Hull, 1944[2]
- Chrysogaster quinquestriata Szilády, 1942[2]
- Chrysogaster rondanii Maibach & Goeldlin de Tiefenau, 1995
- Chrysogaster semiopaca Matsumura, 1916
- Chrysogaster simplex Loew, 1843
- Chrysogaster sinensis Stackelberg, 1952
- Chrysogaster solstitialis (Fallén, 1817)
- Chrysogaster spiloptera Bezzi, 1915[2]
- Chrysogaster stackelbergi Violovitsh, 1978
- Chrysogaster tadzhikorum Stackelberg, 1952
- Chrysogaster tumescens Loew, 1873
- Chrysogaster virescens Loew, 1854